# Ministério da Segurança Popular
O Ministério da Segurança Popular é uma força de segurança na Coreia do Norte. Diferentemente da maioria dos ministérios da Coreia do Norte que operam sob o Gabinete, o Ministério da Segurança Popular é supervisionado diretamente pela Comissão de Assuntos Estatais. O atual ministro é Choe Pu-il.
De acordo com Fyodor Tertitskiy, colunista do NK News, oficiais em potencial são escolhidos por recomendação de um comitê local do Partido dos Trabalhadores da Coreia, embora alguns sejam escolhidos por causa de seu status songbun. Ele argumenta ainda que o suborno representa um aspecto regular das interações entre os norte-coreanos e a polícia.

## Deveres
Além do policiamento, seus serviços incluem a operação do sistema prisional na Coreia do Norte, o monitoramento do sistema de distribuição pública e o fornecimento de guarda-costas para pessoas importantes.
O Ministério da Segurança Popular reúne informações de informantes locais em unidades sociais sobre atos considerados irregulares. Se um caso é de natureza política, ele é entregue ao Departamento de Segurança Estatal para investigação.

## Classificação
| Classificação     | Insígnia |
| ----------------- | -------- |
| General           |          |
| Coronel-general   |          |
| Tenente-general   |          |
| Major-general     |          |
| Coronel sênior    |          |
| Coronel           |          |
| Tenente-coronel   |          |
| Major             |          |
| Capitão           |          |
| Primeiro-tenente  |          |
| Tenente           |          |
| Tenente           |          |
| Primeiro-sargento |          |
| Sargento sênior   |          |
| Sargento          |          |
| Sargento-júnior   |          |
| Cabo              |          |
| Anspeçada         |          |
| Sênior privado    |          |
| Privado           |          |